# Liste des églises des Deux-Sèvres
La liste des églises des Deux-Sèvres recense de manière exhaustive les églises situées dans les départements français des Deux-Sèvres. Il est fait état des diverses protections dont elles peuvent bénéficier, et notamment les inscriptions et classements au titre des monuments historiques.
En ce qui concerne le culte catholique, toutes les églises sont situées dans l'archidiocèse de Poitiers.

## Statistiques

### Nombres
Le département des Deux-Sèvres comprend 256 communes au 1er janvier 2021.
Depuis 2018, l'archidiocèse de Poitiers compte 28 paroisses.

## Classement
Le classement ci-après se fait par commune selon l'ordre alphabétique.
Il est fait état des diverses protections dont elles peuvent bénéficier, et notamment les inscriptions et classements au titre des monuments historiques.

## Liste

### Liste des églises des Deux-Sèvres

#### Église catholique
| Église                                                                                                  | Commune                              | Adresse | Coordonnées                        | Notice         | Protection                                                                                                   | Date        | Illustration                                                                                            |
| --- | ------------------------------------ | ------- | ---------------------------------- | -------------- | --- | ----------- | --- |
| Église Saint-Pierre d'Adilly                                                                            | Adilly                               |         | 46° 41′ 25″ nord, 0° 18′ 34″ ouest |                | |             | Image manquante Téléverser                                                                              |
| Église Saint-Maurice-de-Mairé d'Aiffres                                                                 | Aiffres                              |         | 46° 17′ 20″ nord, 0° 26′ 00″ ouest | « PA00101164 » | Inscrit MH                                                                                                   | 1927        | Église Saint-Maurice-de-Mairé d'Aiffres                                                                 |
| Église Saint-Pierre d'Aiffres                                                                           | Aiffres                              |         | 46° 16′ 53″ nord, 0° 24′ 52″ ouest |                | |             | Église Saint-Pierre d'Aiffres                                                                           |
| Abbatiale Saint-Pierre d'Airvault                                                                       | Airvault                             |         | 46° 49′ 36″ nord, 0° 08′ 16″ ouest | « PA00101165 » | Classé MH | 1914        | Abbatiale Saint-Pierre d'Airvault                                                                       |
| Église Saint-Hilaire de Borcq sur Airvault                                                              | Airvault                             |         | 46° 49′ 48″ nord, 0° 05′ 13″ ouest |                | |             | Image manquante Téléverser                                                                              |
| Église Saint-Pierre de Barroux                                                                          | Airvault                             |         | 46° 49′ 48″ nord, 0° 10′ 53″ ouest |                | |             | Image manquante Téléverser                                                                              |
| Église Notre-Dame des Alleuds                                                                           | Alloinay                             |         | 46° 09′ 45″ nord, 0° 00′ 06″ ouest | « PA00101169 » | Inscrit MH                                                                                                   | 1926        | Église Notre-Dame des Alleuds                                                                           |
| Église Saint-Pierre de Loizé                                                                            | Alloinay                             |         | à géolocaliser                     |                | |             | Église Saint-Pierre de Loizé                                                                            |
| Église Saint-Pierre d'Allonne                                                                           | Allonne                              |         | 46° 34′ 56″ nord, 0° 22′ 56″ ouest | « PA00101170 » | Classé MH | 1990        | Église Saint-Pierre d'Allonne                                                                           |
| Église Saint-Étienne d'Amailloux                                                                        | Amailloux                            |         | 46° 44′ 49″ nord, 0° 19′ 04″ ouest |                | |             | Église Saint-Étienne d'Amailloux                                                                        |
| Église Notre-Dame d'Amuré                                                                               | Amuré                                |         | 46° 15′ 56″ nord, 0° 37′ 43″ ouest |                | |             | Image manquante Téléverser                                                                              |
| Église Saint-Cyr d'Arçais                                                                               | Arçais                               |         | 46° 17′ 48″ nord, 0° 41′ 32″ ouest |                | |             | Église Saint-Cyr d'Arçais                                                                               |
| Église Notre-Dame d'Ardin                                                                               | Ardin                                |         | 46° 28′ 24″ nord, 0° 33′ 30″ ouest | « PA00101174 » | Inscrit MH                                                                                                   | 1985        | Église Notre-Dame d'Ardin                                                                               |
| Église Saint-Hilaire d'Argenton-l'église                                                                | Argenton-l'Église                    |         | 47° 02′ 39″ nord, 0° 15′ 42″ ouest |                | |             | Église Saint-Hilaire d'Argenton-l'église                                                                |
| Église Saint-Pierre de Bagneux                                                                          | Argenton-l'Église                    |         | 47° 04′ 36″ nord, 0° 13′ 03″ ouest |                | |             | Image manquante Téléverser                                                                              |
| Église Saint-Gilles d'Argenton-les-Vallées                                                              | Argentonnay                          |         | 46° 59′ 04″ nord, 0° 26′ 47″ ouest | « PA00101176 » | Classé MH Le portail occidental                                                                              | 1907        | Église Saint-Gilles d'Argenton-les-Vallées                                                              |
| Église Saint-Jouin de Boësse                                                                            | Argentonnay                          |         | 46° 58′ 35″ nord, 0° 28′ 22″ ouest |                | |             | Image manquante Téléverser                                                                              |
| Église Saint-Sauveur de Sanzay                                                                          | Argentonnay                          |         | 46° 57′ 30″ nord, 0° 26′ 09″ ouest |                | |             | Église Saint-Sauveur de Sanzay                                                                          |
| Église d'Asnières-en-Poitou                                                                             | Asnières-en-Poitou                   |         | à géolocaliser                     |                | |             | Image manquante Téléverser                                                                              |
| Église Saint-Martin d'Assais                                                                            | Assais-les-Jumeaux                   |         | 46° 47′ 18″ nord, 0° 03′ 29″ ouest | « PA00101179 » | Inscrit MH                                                                                                   | 1929        | Image manquante Téléverser                                                                              |
| Église Saint-Martin des Jumeaux                                                                         | Assais-les-Jumeaux                   |         | 46° 48′ 45″ nord, 0° 05′ 17″ ouest |                | |             | Église Saint-Martin des Jumeaux                                                                         |
| Église Saint-Cybard d'Aubigné                                                                           | Aubigné                              |         | 46° 03′ 19″ nord, 0° 08′ 31″ ouest |                | |             | Église Saint-Cybard d'Aubigné                                                                           |
| Église Saint-Aubin d'Aubigny                                                                            | Aubigny                              |         | 46° 44′ 24″ nord, 0° 07′ 06″ ouest |                | |             | Image manquante Téléverser                                                                              |
| Église Saint-Grégoire d'Augé                                                                            | Augé                                 |         | 46° 26′ 21″ nord, 0° 17′ 11″ ouest | « PA00101183 » | Classé MH Le clocher et le chœur ; Inscrit MH Le mur sud de la nef, avec son auvent                          | 1914 ; 2003 | Église Saint-Grégoire d'Augé                                                                            |
| Église Saint-Hilaire d'Availles-Thouarsais                                                              | Availles-Thouarsais                  |         | 46° 51′ 30″ nord, 0° 08′ 35″ ouest |                | |             | Église Saint-Hilaire d'Availles-Thouarsais                                                              |
| Église Notre-Dame d'Avon                                                                                | Avon                                 |         | 46° 22′ 58″ nord, 0° 00′ 21″ ouest | « IA00065807 » | |             | Image manquante Téléverser                                                                              |
| Église Saint-Barthélemy d'Azay-le-Brûlé                                                                 | Azay-le-Brûlé                        |         | 46° 24′ 05″ nord, 0° 14′ 58″ ouest |                | |             | Image manquante Téléverser                                                                              |
| Église Saint-Hilaire d'Azay-sur-Thouet                                                                  | Azay-sur-Thouet                      |         | 46° 37′ 29″ nord, 0° 20′ 56″ ouest | « PA79000005 » | Inscrit MH                                                                                                   | 1997        | Église Saint-Hilaire d'Azay-sur-Thouet                                                                  |
| Église Saint-Benoît de Beaulieu-sous-Parthenay                                                          | Beaulieu-sous-Parthenay              |         | 46° 34′ 33″ nord, 0° 14′ 09″ ouest |                | |             | Église Saint-Benoît de Beaulieu-sous-Parthenay                                                          |
| Église Saint-Paul-et-Saint-Pierre de Beaussais-Vitré                                                    | Beaussais-Vitré                      |         | 46° 17′ 25″ nord, 0° 09′ 11″ ouest |                | |             | Image manquante Téléverser                                                                              |
| Église Sainte-Eutrope du Cormenier                                                                      | Beauvoir-sur-Niort                   |         | 46° 11′ 09″ nord, 0° 28′ 42″ ouest | « PA00101189 » | Classé MH Chœur et abside                                                                                    | 1909        | Église Sainte-Eutrope du Cormenier                                                                      |
| Église Saint-Jacques de Beauvoir-sur-Niort                                                              | Beauvoir-sur-Niort                   |         | 46° 10′ 39″ nord, 0° 28′ 28″ ouest |                | |             | Image manquante Téléverser                                                                              |
| Église Saint-Maurice de Béceleuf                                                                        | Béceleuf                             |         | 46° 28′ 14″ nord, 0° 30′ 27″ ouest | « PA00101190 » | Classé MH | 1909        | Église Saint-Maurice de Béceleuf                                                                        |
| Église Notre-Dame de Belleville                                                                         | Belleville                           |         | 46° 07′ 33″ nord, 0° 29′ 56″ ouest | « PA00101192 » | Inscrit MH                                                                                                   | 1927        | Image manquante Téléverser                                                                              |
| Église Saint-Caprais de Bessines                                                                        | Bessines                             |         | 46° 18′ 03″ nord, 0° 30′ 40″ ouest | « PA00101192 » | Inscrit MH                                                                                                   | 1984        | Église Saint-Caprais de Bessines                                                                        |
| Église Saint-Étienne de La Chapelle-Thireuil                                                            | Beugnon-Thireuil                     |         | 46° 33′ 27″ nord, 0° 33′ 24″ ouest |                | |             | Église Saint-Étienne de La Chapelle-Thireuil                                                            |
| Église Saint-Maurice du Beugnon                                                                         | Beugnon-Thireuil                     |         | 46° 34′ 54″ nord, 0° 30′ 00″ ouest |                | |             | Image manquante Téléverser                                                                              |
| Église Saint-Pierre de Boismé                                                                           | Boismé                               |         | 46° 46′ 26″ nord, 0° 26′ 08″ ouest | « IA00043694 » | |             | Église Saint-Pierre de Boismé                                                                           |
| Église Saint-Pierre de Bougon                                                                           | Bougon                               |         | 46° 22′ 08″ nord, 0° 04′ 02″ ouest | « PA00101196 » | Inscrit MH Église, sauf parties classées ; Classé MH Clocher et façade Ouest                                 | 1929 ; 1933 | Église Saint-Pierre de Bougon                                                                           |
| Église Saint-Pierre-ès-Liens de Bouillé-Loretz                                                          | Bouillé-Loretz                       |         | 47° 04′ 46″ nord, 0° 16′ 22″ ouest |                | |             | Église Saint-Pierre-ès-Liens de Bouillé-Loretz                                                          |
| Église Saint-Paul de Bouillé-Saint-Paul                                                                 | Bouillé-Saint-Paul                   |         | 47° 01′ 32″ nord, 0° 20′ 43″ ouest |                | |             | Image manquante Téléverser                                                                              |
| Église Notre-Dame de Bouin                                                                              | Bouin                                |         | 46° 05′ 07″ nord, 0° 00′ 52″ ouest | « PA00101198 » | Inscrit MH Façade                                                                                            | 1926        | Église Notre-Dame de Bouin                                                                              |
| Église Saint-Hilaire de Boussais                                                                        | Boussais                             |         | 46° 49′ 46″ nord, 0° 14′ 50″ ouest |                | |             | Église Saint-Hilaire de Boussais                                                                        |
| Église Notre-Dame de Bressuire                                                                          | Bressuire                            |         | 46° 50′ 30″ nord, 0° 29′ 31″ ouest | « PA00101201 » | Classé MH | 1913        | Église Notre-Dame de Bressuire                                                                          |
| Église de la Trinité de Saint-Sauveur-de-Givre-en-Mai                                                   | Bressuire                            |         | 46° 49′ 20″ nord, 0° 25′ 10″ ouest | « PA00101202 » | Classé MH | 1978        | Église de la Trinité de Saint-Sauveur-de-Givre-en-Mai                                                   |
| Église Notre-Dame de Chambroutet                                                                        | Bressuire                            |         | 46° 53′ 39″ nord, 0° 27′ 36″ ouest | « IA00043743 » | |             | Église Notre-Dame de Chambroutet                                                                        |
| Église Saint-Christophe de Beaulieu-sous-Bressuire                                                      | Bressuire                            |         | 46° 52′ 19″ nord, 0° 32′ 19″ ouest | « IA00043756 » | |             | Église Saint-Christophe de Beaulieu-sous-Bressuire                                                      |
| Église Sainte-Marie de Noirterre                                                                        | Bressuire                            |         | 46° 52′ 06″ nord, 0° 23′ 26″ ouest | « IA00043767 » | |             | Église Sainte-Marie de Noirterre                                                                        |
| Église Saint-Germain de Noirlieu                                                                        | Bressuire                            |         | 46° 55′ 17″ nord, 0° 25′ 50″ ouest | « IA00043726 » | |             | Église Saint-Germain de Noirlieu                                                                        |
| Église Notre-Dame de Terves                                                                             | Bressuire                            |         | 46° 48′ 17″ nord, 0° 30′ 32″ ouest | « IA00043601 » | |             | Image manquante Téléverser                                                                              |
| Église Notre-Dame de Breuil-Chaussée                                                                    | Bressuire                            |         | 46° 50′ 22″ nord, 0° 33′ 13″ ouest | « IA00043730 » | |             | Église Notre-Dame de Breuil-Chaussée                                                                    |
| Église Saint-Porchaire de Saint-Porchaire                                                               | Bressuire                            |         | 46° 51′ 17″ nord, 0° 27′ 08″ ouest | « IA00043642 » | |             | Église Saint-Porchaire de Saint-Porchaire                                                               |
| Église Saint-Savin-et-Saint-Cyprien de Clazay                                                           | Bressuire                            |         | 46° 48′ 38″ nord, 0° 33′ 35″ ouest | « IA00043673 » | |             | Église Saint-Savin-et-Saint-Cyprien de Clazay                                                           |
| Église Saint-Jean-Baptiste de Bressuire                                                                 | Bressuire                            |         | 46° 50′ 29″ nord, 0° 29′ 46″ ouest | « IA00044078 » | |             | Image manquante Téléverser                                                                              |
| Église Saint-Pierre de Bretignolles                                                                     | Bretignolles                         |         | 46° 51′ 43″ nord, 0° 36′ 27″ ouest | « IA00044078 » | |             | Image manquante Téléverser                                                                              |
| Église Saint-Étienne de Brie                                                                            | Brie                                 |         | 46° 55′ 09″ nord, 0° 02′ 29″ ouest |                | |             | Église Saint-Étienne de Brie                                                                            |
| Église Saint-Germain de Brion-près-Thouet                                                               | Brion-près-Thouet                    |         | 47° 03′ 13″ nord, 0° 11′ 25″ ouest |                | |             | Église Saint-Germain de Brion-près-Thouet                                                               |
| Église Saint-Laurent de Brioux-sur-Boutonne                                                             | Brioux-sur-Boutonne                  |         | 46° 08′ 28″ nord, 0° 13′ 13″ ouest |                | |             | Église Saint-Laurent de Brioux-sur-Boutonne                                                             |
| Église Saint-Martin de Brûlain                                                                          | Brûlain                              |         | 46° 12′ 09″ nord, 0° 19′ 14″ ouest |                | |             | Église Saint-Martin de Brûlain                                                                          |
| Église Saint-Pierre-aux-Liens de Caunay                                                                 | Caunay                               |         | 46° 12′ 01″ nord, 0° 05′ 20″ est   |                | |             | Église Saint-Pierre-aux-Liens de Caunay                                                                 |
| Église Saint-Hilaire de Celles-sur-Belle                                                                | Celles-sur-Belle                     |         | 46° 15′ 41″ nord, 0° 12′ 35″ ouest | « PA00101206 » | Classé MH | 1989        | Image manquante Téléverser                                                                              |
| Église Saint-Maixent de Verrines                                                                        | Celles-sur-Belle                     |         | 46° 13′ 47″ nord, 0° 13′ 48″ ouest | « PA00101207 » | Classé MH | 1840        | Église Saint-Maixent de Verrines                                                                        |
| Abbatiale Notre-Dame de Celles-sur-Belle                                                                | Celles-sur-Belle                     |         | 46° 15′ 52″ nord, 0° 12′ 47″ ouest |                | |             | Abbatiale Notre-Dame de Celles-sur-Belle                                                                |
| Église Saint-Pierre de Cerizay                                                                          | Cerizay                              |         | 46° 49′ 17″ nord, 0° 40′ 12″ ouest | « IA79001517 » | |             | Église Saint-Pierre de Cerizay                                                                          |
| Église Saint-Hilaire de Cersay                                                                          | Cersay                               |         | 47° 02′ 45″ nord, 0° 21′ 11″ ouest |                | |             | Église Saint-Hilaire de Cersay                                                                          |
| Église Saint-Pierre-ès-Liens de Saint-Pierre-à-Champs                                                   | Cersay                               |         | 47° 04′ 03″ nord, 0° 22′ 33″ ouest |                | |             | Église Saint-Pierre-ès-Liens de Saint-Pierre-à-Champs                                                   |
| Église Saint-Pierre de Chail                                                                            | Chail                                |         | 46° 12′ 36″ nord, 0° 05′ 29″ ouest | « PA00101209 » | Inscrit MH Façade                                                                                            | 1926        | Église Saint-Pierre de Chail                                                                            |
| Église Notre-Dame de Champdeniers                                                                       | Champdeniers                         |         | 46° 29′ 01″ nord, 0° 24′ 12″ ouest | « PA00101210 » | Classé MH | 1862        | Église Notre-Dame de Champdeniers                                                                       |
| Église Saint-Vincent de Champeaux                                                                       | Champdeniers                         |         | 46° 29′ 01″ nord, 0° 21′ 47″ ouest |                | |             | Image manquante Téléverser                                                                              |
| Église Saint-Philibert de Chantecorps                                                                   | Chantecorps                          |         | 46° 29′ 48″ nord, 0° 09′ 18″ ouest |                | |             | Image manquante Téléverser                                                                              |
| Église Saint-Léger de Chanteloup                                                                        | Chanteloup                           |         | 46° 46′ 01″ nord, 0° 31′ 31″ ouest |                | |             | Église Saint-Léger de Chanteloup                                                                        |
| Maison-Dieu de Châtillon-sur-Thouet                                                                     | Châtillon-sur-Thouet                 |         | 46° 39′ 18″ nord, 0° 14′ 53″ ouest | « PA00101214 » | Classé MH | 1924        | Maison-Dieu de Châtillon-sur-Thouet                                                                     |
| Église Saint-Pierre de Châtillon-sur-Thouet                                                             | Châtillon-sur-Thouet                 |         | 46° 39′ 33″ nord, 0° 14′ 14″ ouest |                | |             | Image manquante Téléverser                                                                              |
| Église Saint-Pierre de Chauray                                                                          | Chauray                              |         | 46° 21′ 40″ nord, 0° 22′ 31″ ouest | « PA00101421 » | Inscrit MH                                                                                                   | 1991        | Église Saint-Pierre de Chauray                                                                          |
| Église Saint-Chartier de Javarzay                                                                       | Chef-Boutonne                        |         | 46° 06′ 31″ nord, 0° 04′ 52″ ouest | « PA00101217 » | Classé MH | 1840        | Église Saint-Chartier de Javarzay                                                                       |
| Église Notre-Dame de Chef-Boutonne                                                                      | Chef-Boutonne                        |         | 46° 06′ 31″ nord, 0° 04′ 52″ ouest |                | |             | Image manquante Téléverser                                                                              |
| Église Notre-Dame de Chenay                                                                             | Chenay                               |         | 46° 19′ 31″ nord, 0° 02′ 04″ ouest | « PA00101218 » | Classé MH Porte latérale du 12e siècle ; Inscrit MH Église sauf partie classée                               | 1909 ; 1984 | Église Notre-Dame de Chenay                                                                             |
| Église Saint-Vincent de Chérigné                                                                        | Chérigné                             |         | 46° 07′ 22″ nord, 0° 10′ 33″ ouest |                | |             | Église Saint-Vincent de Chérigné                                                                        |
| Église Saint-Pierre de Cherveux                                                                         | Cherveux                             |         | 46° 24′ 56″ nord, 0° 21′ 20″ ouest | « IA00043873 » | |             | Église Saint-Pierre de Cherveux                                                                         |
| Église Saint-Pierre de Chey                                                                             | Chey                                 |         | 46° 18′ 18″ nord, 0° 03′ 01″ ouest | « IA79000355 » | |             | Église Saint-Pierre de Chey                                                                             |
| Église Saint-Martin de Chiché                                                                           | Chiché                               |         | 46° 47′ 47″ nord, 0° 21′ 33″ ouest | « IA00043679 » | |             | Église Saint-Martin de Chiché                                                                           |
| Église Notre-Dame de Chizé                                                                              | Chizé                                |         | 46° 06′ 58″ nord, 0° 20′ 51″ ouest |                | |             | Image manquante Téléverser                                                                              |
| Église Sainte-Radegonde de Cirières                                                                     | Cirières                             |         | 46° 50′ 22″ nord, 0° 37′ 12″ ouest |                | |             | Église Sainte-Radegonde de Cirières                                                                     |
| Église Notre-Dame de Clavé                                                                              | Clavé                                |         | 46° 29′ 29″ nord, 0° 12′ 51″ ouest | « PA00101220 » | Classé MH Le clocher et l'abside                                                                             | 1932        | Église Notre-Dame de Clavé                                                                              |
| Église Saint-Hilaire de Clessé                                                                          | Clessé                               |         | 46° 42′ 56″ nord, 0° 24′ 24″ ouest |                | |             | Église Saint-Hilaire de Clessé                                                                          |
| Église Notre-Dame de Clussais-la-Pommeraie                                                              | Clussais-la-Pommeraie                |         | 46° 11′ 49″ nord, 0° 02′ 53″ ouest | « PA00101221 » | Classé MH | 1907        | Église Notre-Dame de Clussais-la-Pommeraie                                                              |
| Église Saint-Jean de Combrand                                                                           | Combrand                             |         | 46° 51′ 49″ nord, 0° 41′ 18″ ouest |                | |             | Église Saint-Jean de Combrand                                                                           |
| Église de la Sainte-Trinité de Coulon                                                                   | Coulon                               |         | 46° 19′ 19″ nord, 0° 35′ 09″ ouest | « PA00101223 » | Inscrit MH                                                                                                   | 1929        | Église de la Sainte-Trinité de Coulon                                                                   |
| Église Notre-Dame de Coulonges-Thouarsais                                                               | Coulonges-Thouarsais                 |         | 46° 55′ 32″ nord, 0° 19′ 20″ ouest |                | |             | Église Notre-Dame de Coulonges-Thouarsais                                                               |
| Église Saint-Étienne de Coulonges-sur-l'Autize                                                          | Coulonges-sur-l'Autize               |         | 46° 29′ 07″ nord, 0° 36′ 01″ ouest | « PA00101226 » | Classé MH | 1980        | Église Saint-Étienne de Coulonges-sur-l'Autize                                                          |
| Église Saint-Remy de Courlay                                                                            | Courlay                              |         | 46° 46′ 47″ nord, 0° 33′ 59″ ouest |                | |             | Église Saint-Remy de Courlay                                                                            |
| Église Saint-Cybard de Cours                                                                            | Cours                                |         | 46° 29′ 45″ nord, 0° 24′ 53″ ouest |                | |             | Église Saint-Cybard de Cours                                                                            |
| Église Saint-Hilaire de Coutières                                                                       | Coutières                            |         | 46° 30′ 18″ nord, 0° 06′ 58″ ouest |                | |             | Image manquante Téléverser                                                                              |
| Église Saint-Nicolas de Couture-d'Argenson                                                              | Couture-d'Argenson                   |         | 45° 59′ 35″ nord, 0° 05′ 00″ ouest |                | |             | Église Saint-Nicolas de Couture-d'Argenson                                                              |
| Église Saint-Martin de Doux (Deux-Sèvres)                                                               | Doux                                 |         | 46° 44′ 22″ nord, 0° 00′ 50″ est   |                | |             | Église Saint-Martin de Doux (Deux-Sèvres)                                                               |
| Église Notre-Dame d'Échiré                                                                              | Échiré                               |         | 46° 23′ 30″ nord, 0° 24′ 56″ ouest |                | |             | Église Notre-Dame d'Échiré                                                                              |
| Église Sainte-Radegonde d'Ensigné                                                                       | Ensigné                              |         | 46° 05′ 18″ nord, 0° 14′ 33″ ouest |                | |             | Image manquante Téléverser                                                                              |
| Église Sainte-Madeleine d'Épannes                                                                       | Épannes                              |         | à géolocaliser                     |                | |             | Église Sainte-Madeleine d'Épannes                                                                       |
| Église Saint-Maurice d'Étusson                                                                          | Étusson                              |         | à géolocaliser                     |                | |             | Église Saint-Maurice d'Étusson                                                                          |
| Église Saint-Vincent d'Exireuil                                                                         | Exireuil                             |         | 46° 25′ 59″ nord, 0° 11′ 33″ ouest | « IA00043981 » | |             | Image manquante Téléverser                                                                              |
| Ancienne église Saint-Vincent d'Exireuil                                                                | Exireuil                             |         | 46° 25′ 58″ nord, 0° 11′ 32″ ouest | « IA00043982 » | |             | Image manquante Téléverser                                                                              |
| Église Saint-Édouard d'Exoudun                                                                          | Exoudun                              |         | 46° 20′ 42″ nord, 0° 04′ 55″ ouest | « IA00065994 » | |             | Église Saint-Édouard d'Exoudun                                                                          |
| Église Saint-Pierre d'Exoudun                                                                           | Exoudun                              |         | à géolocaliser                     | « IA00065993 » | |             | Image manquante Téléverser                                                                              |
| Église Saint-Hilaire de Faye-l'Abbesse                                                                  | Faye-l'Abbesse                       |         | 46° 49′ 46″ nord, 0° 21′ 13″ ouest | « IA00043712 » | |             | Église Saint-Hilaire de Faye-l'Abbesse                                                                  |
| Église Saint-Vivien de Faye-sur-Ardin                                                                   | Faye-sur-Ardin                       |         | 46° 26′ 38″ nord, 0° 30′ 40″ ouest |                | |             | Église Saint-Vivien de Faye-sur-Ardin                                                                   |
| Église Saint-Benoît de Fénery                                                                           | Fénery                               |         | 46° 41′ 14″ nord, 0° 21′ 43″ ouest |                | |             | Église Saint-Benoît de Fénery                                                                           |
| Église Saint-Pierre de Fenioux                                                                          | Fenioux                              |         | 46° 32′ 38″ nord, 0° 29′ 34″ ouest | « PA00101233 » | Classé MH | 1888        | Église Saint-Pierre de Fenioux                                                                          |
| Église Saint-Maximin de Fomperron                                                                       | Fomperron                            |         | 46° 28′ 34″ nord, 0° 06′ 29″ ouest |                | |             | Image manquante Téléverser                                                                              |
| Église Saint-Médard de Fontenille                                                                       | Fontenille-Saint-Martin-d'Entraigues |         | 46° 07′ 23″ nord, 0° 07′ 52″ ouest |                | |             | Église Saint-Médard de Fontenille                                                                       |
| Église de Saint-Martin-d'Entraigues                                                                     | Fontenille-Saint-Martin-d'Entraigues |         | 46° 06′ 41″ nord, 0° 07′ 32″ ouest |                | |             | Église de Saint-Martin-d'Entraigues                                                                     |
| Église Notre-Dame de Fors                                                                               | Fors                                 |         | 46° 14′ 00″ nord, 0° 24′ 31″ ouest | « PA00101404 » | Inscrit MH Les deux travées de la nef                                                                        | 1989        | Église Notre-Dame de Fors                                                                               |
| Église Notre-Dame de François                                                                           | François                             |         | 46° 22′ 20″ nord, 0° 20′ 38″ ouest |                | |             | Image manquante Téléverser                                                                              |
| Église Saint-Martin de Fressines                                                                        | Fressines                            |         | 46° 19′ 20″ nord, 0° 17′ 44″ ouest |                | |             | Image manquante Téléverser                                                                              |
| Église Saint-Pierre de Frontenay-Rohan-Rohan                                                            | Frontenay-Rohan-Rohan                |         | 46° 15′ 15″ nord, 0° 32′ 25″ ouest | « PA00101237 » | Classé MH La façade et le clocher                                                                            | 1903        | Église Saint-Pierre de Frontenay-Rohan-Rohan                                                            |
| Église Saint-Maixent de Geay                                                                            | Geay                                 |         | 46° 52′ 49″ nord, 0° 19′ 38″ ouest | « PA79000023 » | Inscrit MH Le chœur en totalité, avec son décor peint                                                        | 2003        | Église Saint-Maixent de Geay                                                                            |
| Église Saint-Hilaire de Genneton                                                                        | Genneton                             |         | 47° 03′ 16″ nord, 0° 25′ 37″ ouest |                | |             | Église Saint-Hilaire de Genneton                                                                        |
| Église Saint-Médard-de-Germond de Germond-Rouvre                                                        | Germond-Rouvre                       |         | 46° 27′ 20″ nord, 0° 25′ 15″ ouest | « PA00101238 » | Inscrit MH                                                                                                   | 1986        | Église Saint-Médard-de-Germond de Germond-Rouvre                                                        |
| Église Saint-Martin de Glénay                                                                           | Glénay                               |         | 46° 51′ 37″ nord, 0° 15′ 06″ ouest | « PA00101239 » | Inscrit MH                                                                                                   | 1929        | Église Saint-Martin de Glénay                                                                           |
| Église Saint-Hilaire de Gourgé                                                                          | Gourgé                               |         | 46° 43′ 42″ nord, 0° 10′ 04″ ouest | « PA00101241 » | Classé MH | 1909        | Église Saint-Hilaire de Gourgé                                                                          |
| Église Saint-Pierre de Loizé                                                                            | Gournay-Loizé                        |         | 46° 07′ 49″ nord, 0° 02′ 12″ ouest | « PA00101243 » | Inscrit MH                                                                                                   | 1926        | Église Saint-Pierre de Loizé                                                                            |
| Église Saint-Saturnin de Gournay-Loizé                                                                  | Gournay-Loizé                        |         | 46° 09′ 03″ nord, 0° 03′ 41″ ouest |                | |             | Image manquante Téléverser                                                                              |
| Église Saint-Vaise de Granzay                                                                           | Granzay-Gript                        |         | 46° 13′ 20″ nord, 0° 29′ 30″ ouest |                | |             | Église Saint-Vaise de Granzay                                                                           |
| Église Saint-Hilaire d'Hanc                                                                             | Hanc                                 |         | 46° 04′ 30″ nord, 0° 00′ 58″ ouest |                | |             | Image manquante Téléverser                                                                              |
| Église Saint-Paul d'Irais                                                                               | Irais                                |         | 46° 52′ 46″ nord, 0° 05′ 39″ ouest |                | |             | Église Saint-Paul d'Irais                                                                               |
| Église Saint-Germain de Juillé                                                                          | Juillé                               |         | 46° 06′ 54″ nord, 0° 12′ 54″ ouest |                | |             | Image manquante Téléverser                                                                              |
| Église Saint-Maixent de Juscorps                                                                        | Juscorps                             |         | 46° 12′ 46″ nord, 0° 23′ 17″ ouest |                | |             | Église Saint-Maixent de Juscorps                                                                        |
| Abbatiale Notre-Dame de L'Absie                                                                         | L'Absie                              |         | 46° 38′ 03″ nord, 0° 34′ 30″ ouest | « PA00101162 » | Inscrit MH Clocher ; Classé MH Église, à l'exception du clocher inscrit                                      | 1926 ; 1932 | Abbatiale Notre-Dame de L'Absie                                                                         |
| Église Saint-Gilles de La Bataille                                                                      | La Bataille                          |         | 46° 05′ 12″ nord, 0° 06′ 28″ ouest |                | |             | Image manquante Téléverser                                                                              |
| Église Saint-Martin de La Boissière-en-Gâtine                                                           | La Boissière-en-Gâtine               |         | 46° 33′ 25″ nord, 0° 22′ 08″ ouest | « PA00101193 » | Inscrit MH                                                                                                   | 1929        | Église Saint-Martin de La Boissière-en-Gâtine                                                           |
| Église Saint-Maixent de La Chapelle-Bâton                                                               | La Chapelle-Bâton                    |         | 46° 28′ 29″ nord, 0° 19′ 46″ ouest |                | |             | Image manquante Téléverser                                                                              |
| Église Saint-Saturnin de La Chapelle-Bertrand                                                           | La Chapelle-Bertrand                 |         | 46° 37′ 18″ nord, 0° 10′ 13″ ouest |                | |             | Image manquante Téléverser                                                                              |
| Église Saint-Pierre-et-Saint-Paul de La Chapelle-Gaudin                                                 | La Chapelle-Gaudin                   |         | 46° 55′ 54″ nord, 0° 22′ 53″ ouest |                | |             | Église Saint-Pierre-et-Saint-Paul de La Chapelle-Gaudin                                                 |
| Église Saint-Junien de La Chapelle-Pouilloux                                                            | La Chapelle-Pouilloux                |         | 46° 07′ 56″ nord, 0° 02′ 15″ ouest |                | |             | Église Saint-Junien de La Chapelle-Pouilloux                                                            |
| Basilique Notre-Dame-de-Pitié de La Chapelle-Saint-Laurent                                              | La Chapelle-Saint-Laurent            |         | 46° 44′ 15″ nord, 0° 28′ 09″ ouest | « PA79000034 » | Inscrit MH                                                                                                   | 2008        | Basilique Notre-Dame-de-Pitié de La Chapelle-Saint-Laurent                                              |
| Église Saint-Laurent de La Chapelle-Saint-Laurent                                                       | La Chapelle-Saint-Laurent            |         | 46° 44′ 47″ nord, 0° 28′ 35″ ouest |                | |             | Église Saint-Laurent de La Chapelle-Saint-Laurent                                                       |
| Église Saint-Étienne de La Chapelle-Saint-Étienne                                                       | La Chapelle-Saint-Étienne            |         | 46° 41′ 01″ nord, 0° 34′ 31″ ouest |                | |             | Image manquante Téléverser                                                                              |
| Église Saint-Étienne de La Chapelle-Thireuil                                                            | La Chapelle-Thireuil                 |         | 46° 33′ 27″ nord, 0° 33′ 24″ ouest |                | |             | Image manquante Téléverser                                                                              |
| Église Saint-Hilaire de La Coudre                                                                       | La Coudre                            |         | 46° 56′ 45″ nord, 0° 28′ 12″ ouest |                | |             | Église Saint-Hilaire de La Coudre                                                                       |
| Église Notre-Dame-des-Neiges de La Crèche                                                               | La Crèche                            |         | 46° 21′ 41″ nord, 0° 18′ 03″ ouest | « IA00043889 » | |             | Image manquante Téléverser                                                                              |
| Église de Breloux                                                                                       | La Crèche                            |         | 46° 21′ 58″ nord, 0° 18′ 29″ ouest |                | |             | Image manquante Téléverser                                                                              |
| Église de Chavagné                                                                                      | La Crèche                            |         | 46° 20′ 24″ nord, 0° 19′ 14″ ouest |                | |             | Image manquante Téléverser                                                                              |
| Église Saint-Vincent de La Ferrière-en-Parthenay                                                        | La Ferrière-en-Parthenay             |         | 46° 39′ 20″ nord, 0° 04′ 29″ ouest |                | |             | Image manquante Téléverser                                                                              |
| Église Notre-Dame de la Ronde                                                                           | La Forêt-sur-Sèvre                   |         | 46° 43′ 22″ nord, 0° 38′ 31″ ouest |                | |             | Église Notre-Dame de la Ronde                                                                           |
| Église Saint-Martial de Saint-Marsault                                                                  | La Forêt-sur-Sèvre                   |         | 46° 44′ 41″ nord, 0° 39′ 46″ ouest |                | |             | Image manquante Téléverser                                                                              |
| Église Saint-Sauveur de la Forêt-sur-Sèvre                                                              | La Forêt-sur-Sèvre                   |         | 46° 46′ 05″ nord, 0° 39′ 09″ ouest |                | |             | Image manquante Téléverser                                                                              |
| Église Saint-Simon-et-Saint-Jude de La Foye-Monjault                                                    | La Foye-Monjault                     |         | 46° 11′ 11″ nord, 0° 32′ 13″ ouest |                | |             | Image manquante Téléverser                                                                              |
| Église Saint-Heray de La Mothe-Saint-Héray                                                              | La Mothe-Saint-Héray                 |         | 46° 21′ 39″ nord, 0° 06′ 40″ ouest | « PA00101280 » | Classé MH | 1913        | Église Saint-Heray de La Mothe-Saint-Héray                                                              |
| Église Saint-Honoré de La Petite-Boissière                                                              | La Petite-Boissière                  |         | 46° 52′ 58″ nord, 0° 44′ 30″ ouest |                | |             | Église Saint-Honoré de La Petite-Boissière                                                              |
| Église Notre-Dame de La Peyratte                                                                        | La Peyratte                          |         | 46° 40′ 33″ nord, 0° 08′ 54″ ouest | « PA00101321 » | Classé MH | 1913        | Église Notre-Dame de La Peyratte                                                                        |
| Église Saint-Laurent de La Rochénard                                                                    | La Rochénard                         |         | 46° 12′ 12″ nord, 0° 35′ 15″ ouest |                | |             | Image manquante Téléverser                                                                              |
| Ancienne église Saint-Benoît de la Boissière-Thouarsaise                                                | Lageon                               |         | 46° 43′ 05″ nord, 0° 16′ 10″ ouest | « PA79000021 » | Inscrit MH                                                                                                   | 2001        | Image manquante Téléverser                                                                              |
| Église Saint-Benoît de Lageon                                                                           | Lageon                               |         | 46° 43′ 58″ nord, 0° 14′ 14″ ouest |                | |             | Image manquante Téléverser                                                                              |
| Église Saint-Étienne-et-Saint-Roch de Largeasse                                                         | Largeasse                            |         | 46° 41′ 38″ nord, 0° 30′ 00″ ouest |                | |             | Église Saint-Étienne-et-Saint-Roch de Largeasse                                                         |
| Église Saint-Maurice du Beugnon                                                                         | Le Beugnon                           |         | 46° 34′ 54″ nord, 0° 30′ 00″ ouest |                | |             | Église Saint-Maurice du Beugnon                                                                         |
| Église Saint-Jacques du Bourdet                                                                         | Le Bourdet                           |         | 46° 14′ 04″ nord, 0° 37′ 35″ ouest |                | |             | Image manquante Téléverser                                                                              |
| Église Notre-Dame du Breuil-Bernard                                                                     | Le Breuil-Bernard                    |         | 46° 43′ 07″ nord, 0° 33′ 10″ ouest |                | |             | Image manquante Téléverser                                                                              |
| Église Notre-Dame du Breuil-sous-Argenton                                                               | Le Breuil-sous-Argenton              |         | 46° 59′ 29″ nord, 0° 25′ 45″ ouest |                | |             | Image manquante Téléverser                                                                              |
| Église Notre-Dame du Busseau                                                                            | Le Busseau                           |         | 46° 34′ 48″ nord, 0° 35′ 43″ ouest |                | |             | Image manquante Téléverser                                                                              |
| Église Notre-Dame-des-Bois du Chillou                                                                   | Le Chillou                           |         | 46° 45′ 52″ nord, 0° 08′ 10″ ouest |                | |             | Image manquante Téléverser                                                                              |
| Église Notre-Dame du Pin                                                                                | Le Pin                               |         | 46° 51′ 38″ nord, 0° 39′ 17″ ouest |                | |             | Image manquante Téléverser                                                                              |
| Église Saint-Joseph du Retail                                                                           | Le Retail                            |         | 46° 33′ 42″ nord, 0° 26′ 42″ ouest |                | |             | Église Saint-Joseph du Retail                                                                           |
| Église Saint-Saturnin du Tallud                                                                         | Le Tallud                            |         | 46° 37′ 48″ nord, 0° 17′ 48″ ouest | « PA00101376 » | Inscrit MH Clocher                                                                                           | 1926        | Église Saint-Saturnin du Tallud                                                                         |
| Église Saint-Eutrope du Vanneau-Irleau                                                                  | Le Vanneau-Irleau                    |         | 46° 17′ 44″ nord, 0° 38′ 11″ ouest |                | |             | Église Saint-Eutrope du Vanneau-Irleau                                                                  |
| Église Saint-Nicolas du Vert                                                                            | Le Vert                              |         | 46° 05′ 35″ nord, 0° 23′ 40″ ouest |                | |             | Église Saint-Nicolas du Vert                                                                            |
| Église Notre-Dame des Forges (Deux-Sèvres)                                                              | Les Forges                           |         | 46° 32′ 26″ nord, 0° 01′ 52″ ouest |                | |             | Image manquante Téléverser                                                                              |
| Église Sainte-Radegonde des Fosses                                                                      | Les Fosses                           |         | 46° 09′ 54″ nord, 0° 21′ 23″ ouest | « PA00101235 » | Inscrit MH                                                                                                   | 1926        | Église Sainte-Radegonde des Fosses                                                                      |
| Église Saint-Lazare-et-Notre-Dame des Groseillers                                                       | Les Groseillers                      |         | 46° 31′ 30″ nord, 0° 24′ 10″ ouest |                | |             | Église Saint-Lazare-et-Notre-Dame des Groseillers                                                       |
| Église Saint-Médard de Lezay                                                                            | Lezay                                |         | 46° 15′ 55″ nord, 0° 00′ 33″ ouest | « IA79000648 » | |             | Église Saint-Médard de Lezay                                                                            |
| Église Saint-Jean-Baptiste de Lhoumois                                                                  | Lhoumois                             |         | 46° 42′ 16″ nord, 0° 07′ 08″ ouest |                | |             | Église Saint-Jean-Baptiste de Lhoumois                                                                  |
| Église Saint-Jean-Baptiste de Limalonges                                                                | Limalonges                           |         | 46° 07′ 49″ nord, 0° 10′ 09″ est   | « PA00101246 » | Classé MH | 1975        | Église Saint-Jean-Baptiste de Limalonges                                                                |
| Église Saint-Martin de Lorigné                                                                          | Lorigné                              |         | 46° 06′ 35″ nord, 0° 03′ 43″ est   |                | |             | Image manquante Téléverser                                                                              |
| Église Saint-Pierre de Loubigné                                                                         | Loubigné                             |         | 46° 04′ 41″ nord, 0° 05′ 10″ ouest |                | |             | Église Saint-Pierre de Loubigné                                                                         |
| Église Saint-Saturnin de Loubillé                                                                       | Loubillé                             |         | 46° 02′ 58″ nord, 0° 03′ 43″ ouest |                | |             | Église Saint-Saturnin de Loubillé                                                                       |
| Église Saint-Martin de Louin                                                                            | Louin                                |         | 46° 48′ 05″ nord, 0° 09′ 37″ ouest |                | |             | Image manquante Téléverser                                                                              |
| Église Saint-Pierre de Louzy                                                                            | Louzy                                |         | 47° 00′ 44″ nord, 0° 11′ 08″ ouest |                | |             | Église Saint-Pierre de Louzy                                                                            |
| Église Saint-Hilaire de Luché-Thouarsais                                                                | Luché-Thouarsais                     |         | 46° 53′ 49″ nord, 0° 19′ 50″ ouest |                | |             | Église Saint-Hilaire de Luché-Thouarsais                                                                |
| Église Saint-Hippolyte de Luché-sur-Brioux                                                              | Luché-sur-Brioux                     |         | 46° 07′ 52″ nord, 0° 09′ 02″ ouest |                | |             | Image manquante Téléverser                                                                              |
| Église Saint-Hilaire de Lusseray                                                                        | Lusseray                             |         | 46° 08′ 45″ nord, 0° 10′ 00″ ouest |                | |             | Église Saint-Hilaire de Lusseray                                                                        |
| Église Saint-Cyr-et-Sainte-Julitte de Luzay                                                             | Luzay                                |         | 46° 55′ 23″ nord, 0° 11′ 36″ ouest |                | |             | Image manquante Téléverser                                                                              |
| Église Sainte-Catherine de Magné                                                                        | Magné                                |         | 46° 18′ 54″ nord, 0° 32′ 35″ ouest | « PA00101250 » | Classé MH | 1913        | Église Sainte-Catherine de Magné                                                                        |
| Église Saint-Junien de Mairé-Levescault                                                                 | Mairé-Levescault                     |         | 46° 09′ 16″ nord, 0° 04′ 56″ est   |                | |             | Image manquante Téléverser                                                                              |
| Église Notre-Dame de Maisonnay                                                                          | Maisonnay                            |         | 46° 11′ 20″ nord, 0° 03′ 39″ ouest | « PA00101251 » | Classé MH Portail                                                                                            | 1907        | Église Notre-Dame de Maisonnay                                                                          |
| Église Notre-Dame de Maisontiers                                                                        | Maisontiers                          |         | 46° 46′ 39″ nord, 0° 14′ 56″ ouest |                | |             | Image manquante Téléverser                                                                              |
| Église Saint-Jean-l'Évangéliste de Marigny                                                              | Marigny                              |         | 46° 11′ 52″ nord, 0° 25′ 05″ ouest | « PA00101253 » | Classé MH Chœur et chevet ; Inscrit MH Église, à l'exception des parties classées                            | 1909 ; 1934 | Image manquante Téléverser                                                                              |
| Église Saint-Jean de Marnes                                                                             | Marnes                               |         | 46° 51′ 20″ nord, 0° 01′ 19″ ouest | « PA00101255 » | Classé MH | 1862        | Église Saint-Jean de Marnes                                                                             |
| Église Saint-Hilaire de Massais                                                                         | Massais                              |         | 47° 00′ 24″ nord, 0° 20′ 37″ ouest |                | |             | Église Saint-Hilaire de Massais                                                                         |
| Église Saint-Jouin de Mauléon                                                                           | Mauléon                              |         | 46° 55′ 40″ nord, 0° 45′ 30″ ouest | « PA00101258 » | Inscrit MH                                                                                                   | 1986        | Église Saint-Jouin de Mauléon                                                                           |
| Église Saint-Aubin de Saint-Aubin-de-Baubigné                                                           | Mauléon                              |         | 46° 56′ 21″ nord, 0° 41′ 32″ ouest |                | |             | Église Saint-Aubin de Saint-Aubin-de-Baubigné                                                           |
| Église Saint-Hilaire de Rorthais                                                                        | Mauléon                              |         | 46° 54′ 59″ nord, 0° 42′ 32″ ouest |                | |             | Église Saint-Hilaire de Rorthais                                                                        |
| Église de la Trinité de Mauléon                                                                         | Mauléon                              |         | 46° 55′ 23″ nord, 0° 45′ 04″ ouest |                | |             | Église de la Trinité de Mauléon                                                                         |
| Église Notre-Dame de La Chapelle-Largeau                                                                | Mauléon                              |         | 46° 56′ 50″ nord, 0° 50′ 11″ ouest |                | |             | Église Notre-Dame de La Chapelle-Largeau                                                                |
| Église Notre-Dame de Moulins                                                                            | Mauléon                              |         | 46° 57′ 11″ nord, 0° 47′ 41″ ouest |                | |             | Église Notre-Dame de Moulins                                                                            |
| Église Saint-André de Loublande                                                                         | Mauléon                              |         | 46° 58′ 38″ nord, 0° 50′ 24″ ouest |                | |             | Église Saint-André de Loublande                                                                         |
| Église Saint-Sauveur du Temple                                                                          | Mauléon                              |         | 46° 55′ 42″ nord, 0° 48′ 57″ ouest |                | |             | Église Saint-Sauveur du Temple                                                                          |
| Église Saint-Hilaire de Rigné                                                                           | Mauzé-Thouarsais                     |         | 46° 56′ 37″ nord, 0° 14′ 48″ ouest |                | |             | Église Saint-Hilaire de Rigné                                                                           |
| Église Saint-Pierre de Mauzé-Thouarsais                                                                 | Mauzé-Thouarsais                     |         | 46° 58′ 35″ nord, 0° 16′ 39″ ouest |                | |             | Église Saint-Pierre de Mauzé-Thouarsais                                                                 |
| Église Saint-Pierre de Mauzé-sur-le-Mignon                                                              | Mauzé-sur-le-Mignon                  |         | 46° 11′ 45″ nord, 0° 40′ 15″ ouest |                | |             | Église Saint-Pierre de Mauzé-sur-le-Mignon                                                              |
| Église Saint-Barnabé de Mazières-en-Gâtine                                                              | Mazières-en-Gâtine                   |         | 46° 31′ 59″ nord, 0° 19′ 21″ ouest |                | |             | Église Saint-Barnabé de Mazières-en-Gâtine                                                              |
| Église Saint-Hilaire de Melle                                                                           | Melle                                |         | 46° 13′ 12″ nord, 0° 08′ 59″ ouest | « PA00101264 » | Classé MH | 1914        | Église Saint-Hilaire de Melle                                                                           |
| Église Saint-Pierre de Melle                                                                            | Melle                                |         | 46° 13′ 37″ nord, 0° 08′ 44″ ouest | « PA00101265 » | Classé MH | 1862        | Église Saint-Pierre de Melle                                                                            |
| Église Saint-Savinien de Melle                                                                          | Melle                                |         | 46° 13′ 14″ nord, 0° 08′ 43″ ouest | « PA00101266 » | Classé MH | 1914        | Église Saint-Savinien de Melle                                                                          |
| Église Notre-Dame de la Cure                                                                            | Melle                                |         | 46° 12′ 06″ nord, 0° 11′ 07″ ouest | « IA79000113 » | |             | Image manquante Téléverser                                                                              |
| Église Notre-Dame de Melleran                                                                           | Melleran                             |         | 46° 07′ 54″ nord, 0° 00′ 09″ est   | « PA00101269 » | Classé MH | 1913        | Église Notre-Dame de Melleran                                                                           |
| Église Saint-Jean-Baptiste de Ménigoute                                                                 | Ménigoute                            |         | 46° 29′ 47″ nord, 0° 03′ 32″ ouest |                | |             | Église Saint-Jean-Baptiste de Ménigoute                                                                 |
| Église Notre-Dame de Ménigoute                                                                          | Ménigoute                            |         | 46° 29′ 45″ nord, 0° 03′ 31″ ouest |                | |             | Image manquante Téléverser                                                                              |
| Église Saint-Melaine de Messé                                                                           | Messé                                |         | 46° 15′ 55″ nord, 0° 06′ 51″ est   |                | |             | Église Saint-Melaine de Messé                                                                           |
| Église Saint-Pierre de Missé                                                                            | Missé                                |         | 46° 57′ 11″ nord, 0° 10′ 56″ ouest |                | |             | Église Saint-Pierre de Missé                                                                            |
| Église Saint-Gervais-et-Saint-Protais de Moncoutant                                                     | Moncoutant-sur-Sèvre                 |         | 46° 43′ 21″ nord, 0° 35′ 14″ ouest |                | |             | Église Saint-Gervais-et-Saint-Protais de Moncoutant                                                     |
| Église Saint-Sylvestre de Montalembert                                                                  | Montalembert                         |         | 46° 06′ 36″ nord, 0° 09′ 34″ est   |                | |             | Église Saint-Sylvestre de Montalembert                                                                  |
| Église Saint-Jean-l'Évangéliste de Montravers                                                           | Montravers                           |         | 46° 49′ 43″ nord, 0° 43′ 09″ ouest |                | |             | Église Saint-Jean-l'Évangéliste de Montravers                                                           |
| Église Saint-Jean-Baptiste de Mougon                                                                    | Mougon-Thorigné                      |         | 46° 17′ 47″ nord, 0° 17′ 18″ ouest |                | |             | Image manquante Téléverser                                                                              |
| Église Saint-Pierre de Moutiers-sous-Argenton                                                           | Moutiers-sous-Argenton               |         | 46° 57′ 18″ nord, 0° 23′ 30″ ouest |                | |             | Image manquante Téléverser                                                                              |
| Église Saint-Maurice de Moutiers-sous-Chantemerle                                                       | Moutiers-sous-Chantemerle            |         | 46° 41′ 43″ nord, 0° 37′ 04″ ouest |                | |             | Image manquante Téléverser                                                                              |
| Église Notre-Dame de Nanteuil                                                                           | Nanteuil                             |         | 46° 24′ 40″ nord, 0° 10′ 21″ ouest | « IA00043992 » | |             | Église Notre-Dame de Nanteuil                                                                           |
| Église Notre-Dame de Neuvy-Bouin                                                                        | Neuvy-Bouin                          |         | 46° 40′ 35″ nord, 0° 27′ 37″ ouest |                | |             | Église Notre-Dame de Neuvy-Bouin                                                                        |
| Église Notre-Dame de Niort                                                                              | Niort                                |         | 46° 19′ 22″ nord, 0° 27′ 58″ ouest | « PA00101284 » | Classé MH | 1908        | Église Notre-Dame de Niort                                                                              |
| Église Sainte-Pezenne de Niort                                                                          | Niort                                |         | 46° 20′ 57″ nord, 0° 28′ 10″ ouest | « PA79000024 » | Inscrit MH                                                                                                   | 2003        | Église Sainte-Pezenne de Niort                                                                          |
| Église Saint-Étienne de Niort                                                                           | Niort                                |         | 46° 19′ 40″ nord, 0° 28′ 08″ ouest | « PA79000035 » | Inscrit MH                                                                                                   | 2008        | Église Saint-Étienne de Niort                                                                           |
| Église Saint-Hilaire de Niort                                                                           | Niort                                |         | 46° 19′ 16″ nord, 0° 27′ 25″ ouest | « PA79000043 » | Inscrit MH                                                                                                   | 2015        | Église Saint-Hilaire de Niort                                                                           |
| Église Saint-André de Niort                                                                             | Niort                                |         | 46° 19′ 40″ nord, 0° 27′ 44″ ouest | « PA79000044 » | Inscrit MH                                                                                                   | 2015        | Église Saint-André de Niort                                                                             |
| Église Saint-Florent de Niort                                                                           | Niort                                |         | 46° 18′ 43″ nord, 0° 27′ 49″ ouest |                | |             | Image manquante Téléverser                                                                              |
| Église Saint-Jean-Baptiste de Niort                                                                     | Niort                                |         | 46° 19′ 26″ nord, 0° 27′ 27″ ouest |                | |             | Image manquante Téléverser                                                                              |
| Église Saint-Maixent de Souché (Niort)                                                                  | Niort                                |         | 46° 19′ 35″ nord, 0° 25′ 26″ ouest |                | |             | Image manquante Téléverser                                                                              |
| Église Saint-Hilaire de Nueil-les-Aubiers                                                               | Nueil-les-Aubiers                    |         | 46° 56′ 15″ nord, 0° 35′ 25″ ouest |                | |             | Église Saint-Hilaire de Nueil-les-Aubiers                                                               |
| Église Saint-Melaine des Aubiers                                                                        | Nueil-les-Aubiers                    |         | 46° 57′ 19″ nord, 0° 35′ 22″ ouest |                | |             | Église Saint-Melaine des Aubiers                                                                        |
| Collégiale Saint-Maurice d'Oiron                                                                        | Oiron                                |         | 46° 57′ 03″ nord, 0° 04′ 44″ ouest | « PA00101296 » | Classé MH | 1840        | Collégiale Saint-Maurice d'Oiron                                                                        |
| Église Saint-Martin-de-Noizé d'Oiron                                                                    | Oiron                                |         | 46° 54′ 10″ nord, 0° 05′ 25″ ouest | « PA00101297 » | Classé MH | 1976        | Église Saint-Martin-de-Noizé d'Oiron                                                                    |
| Église Sainte-Radegonde de Bilazais                                                                     | Oiron                                |         | 46° 56′ 00″ nord, 0° 05′ 47″ ouest |                | |             | Église Sainte-Radegonde de Bilazais                                                                     |
| Église de Noizé                                                                                         | Oiron                                |         | 46° 54′ 26″ nord, 0° 06′ 00″ ouest |                | |             | Église de Noizé                                                                                         |
| Église Saint-Martin d'Oroux                                                                             | Oroux                                |         | 46° 41′ 33″ nord, 0° 05′ 20″ ouest |                | |             | Image manquante Téléverser                                                                              |
| Église Saint-Maixent de Paizay-le-Chapt                                                                 | Paizay-le-Chapt                      |         | 46° 04′ 57″ nord, 0° 10′ 52″ ouest |                | |             | Image manquante Téléverser                                                                              |
| Église Saint-Germain de Pamplie                                                                         | Pamplie                              |         | 46° 32′ 07″ nord, 0° 26′ 22″ ouest |                | |             | Image manquante Téléverser                                                                              |
| Église Saint-Maixent de Pamproux                                                                        | Pamproux                             |         | 46° 23′ 42″ nord, 0° 03′ 24″ ouest | « PA00101300 » | Classé MH | 1913        | Église Saint-Maixent de Pamproux                                                                        |
| Église Saint-Martin de Pamproux                                                                         | Pamproux                             |         | à géolocaliser                     | « IA00065915 » | |             | Image manquante Téléverser                                                                              |
| Église Notre-Dame-de-la-Couldre                                                                         | Parthenay                            |         | 46° 39′ 03″ nord, 0° 15′ 05″ ouest | « PA00101303 » | Classé MH Façades Ouest et Sud, y compris les deux portails ; abside principale et absidiole contiguë au Sud | 1862        | Église Notre-Dame-de-la-Couldre                                                                         |
| Église Saint-Laurent de Parthenay                                                                       | Parthenay                            |         | 46° 38′ 47″ nord, 0° 15′ 00″ ouest | « PA00101305 » | Classé MH | 1862        | Église Saint-Laurent de Parthenay                                                                       |
| Église Saint-Paul de Parthenay                                                                          | Parthenay                            |         | 46° 38′ 54″ nord, 0° 15′ 17″ ouest | « PA00101306 » | Classé MH Façade                                                                                             | 1923        | Église Saint-Paul de Parthenay                                                                          |
| Église Sainte-Croix de Parthenay                                                                        | Parthenay                            |         | 46° 38′ 57″ nord, 0° 15′ 06″ ouest | « PA00101304 » | Classé MH | 1994        | Église Sainte-Croix de Parthenay                                                                        |
| Église Saint-Pierre de Parthenay-le-Vieux                                                               | Parthenay                            |         | 46° 38′ 08″ nord, 0° 15′ 58″ ouest | « PA00101307 » | Classé MH | 1846        | Église Saint-Pierre de Parthenay-le-Vieux                                                               |
| Église Saint-Jacques de Parthenay                                                                       | Parthenay                            |         | 46° 39′ 11″ nord, 0° 14′ 56″ ouest | « PA00101430 » | Inscrit MH                                                                                                   | 1992        | Église Saint-Jacques de Parthenay                                                                       |
| Église Saint-Hilaire de Pas-de-Jeu                                                                      | Pas-de-Jeu                           |         | 46° 58′ 31″ nord, 0° 02′ 28″ ouest |                | |             | Église Saint-Hilaire de Pas-de-Jeu                                                                      |
| Église Saint-Martin de Périgné                                                                          | Périgné                              |         | 46° 11′ 13″ nord, 0° 15′ 19″ ouest | « PA00101317 » | Classé MH | 1913        | Église Saint-Martin de Périgné                                                                          |
| Église Notre-Dame de Pers                                                                               | Pers                                 |         | 46° 13′ 06″ nord, 0° 04′ 13″ est   |                | |             | Image manquante Téléverser                                                                              |
| Église Saint-Porchaire de Pierrefitte                                                                   | Pierrefitte                          |         | 46° 52′ 07″ nord, 0° 18′ 02″ ouest |                | |             | Église Saint-Porchaire de Pierrefitte                                                                   |
| Église Saint-Martin de Pioussay                                                                         | Pioussay                             |         | 46° 04′ 31″ nord, 0° 01′ 30″ est   | « PA00101423 » | Inscrit MH                                                                                                   | 1991        | Église Saint-Martin de Pioussay                                                                         |
| Église Saint-André de Prissé-la-Charrière                                                               | Plaine-d'Argenson                    |         | 46° 09′ 13″ nord, 0° 29′ 03″ ouest |                | |             | Image manquante Téléverser                                                                              |
| Église Saint-Martin de Pliboux                                                                          | Pliboux                              |         | 46° 10′ 03″ nord, 0° 07′ 33″ est   |                | |             | Église Saint-Martin de Pliboux                                                                          |
| Église Saint-Pierre de Pompaire                                                                         | Pompaire                             |         | 46° 36′ 33″ nord, 0° 13′ 57″ ouest |                | |             | Église Saint-Pierre de Pompaire                                                                         |
| Église Saint-Macou de Pouffonds                                                                         | Pouffonds                            |         | 46° 12′ 15″ nord, 0° 06′ 50″ ouest | « IA79000331 » | |             | Image manquante Téléverser                                                                              |
| Église Saint-Georges de Hérisson                                                                        | Pougne-Hérisson                      |         | 46° 41′ 03″ nord, 0° 24′ 51″ ouest | « PA00101417 » | Inscrit MH                                                                                                   | 1990        | Image manquante Téléverser                                                                              |
| Église Notre-Dame de Pougne                                                                             | Pougne-Hérisson                      |         | 46° 39′ 41″ nord, 0° 23′ 58″ ouest |                | |             | Église Notre-Dame de Pougne                                                                             |
| Église Saint-Maixent de Prahecq                                                                         | Prahecq                              |         | 46° 15′ 31″ nord, 0° 20′ 43″ ouest | « PA00101325 » | Classé MH | 1911        | Église Saint-Maixent de Prahecq                                                                         |
| Église du monastère de l'Annonciation de Prailles                                                       | Prailles-La Couarde                  |         | 46° 19′ 03″ nord, 0° 11′ 52″ ouest |                | |             | Image manquante Téléverser                                                                              |
| Église Sainte-Madeleine de Pressigny                                                                    | Pressigny                            |         | 46° 44′ 49″ nord, 0° 05′ 31″ ouest |                | |             | Image manquante Téléverser                                                                              |
| Église Notre-Dame de Dey                                                                                | Prin-Deyrançon                       |         | 46° 12′ 31″ nord, 0° 37′ 21″ ouest |                | |             | Église Notre-Dame de Dey                                                                                |
| Église Saint-Pierre de Pugny                                                                            | Pugny                                |         | 46° 43′ 37″ nord, 0° 31′ 31″ ouest |                | |             | Image manquante Téléverser                                                                              |
| Église Saint-Nicolas de Puihardy                                                                        | Puihardy                             |         | 46° 31′ 25″ nord, 0° 32′ 04″ ouest |                | |             | Église Saint-Nicolas de Puihardy                                                                        |
| Église Saint-Vincent-de-Paul de Reffannes                                                               | Reffannes                            |         | à géolocaliser                     |                | |             | Église Saint-Vincent-de-Paul de Reffannes                                                               |
| Église Saint-Liphard de Rom                                                                             | Rom                                  |         | à géolocaliser                     |                | |             | Image manquante Téléverser                                                                              |
| Église Saint-Symphorien de Romans                                                                       | Romans                               |         | à géolocaliser                     | « IA00043929 » | |             | Image manquante Téléverser                                                                              |
| Église Saint-Maurice de Saint Maurice Étusson                                                           | Saint Maurice Étusson                |         | 47° 02′ 01″ nord, 0° 30′ 30″ ouest |                | |             | Église Saint-Maurice de Saint Maurice Étusson                                                           |
| Église Saint-Amand de Saint-Amand-sur-Sèvre                                                             | Saint-Amand-sur-Sèvre                |         | 46° 52′ 06″ nord, 0° 47′ 42″ ouest | « PA00101259 » | Inscrit MH                                                                                                   | 1926        | Église Saint-Amand de Saint-Amand-sur-Sèvre                                                             |
| Église Saint-André de Saint-André-sur-Sèvre                                                             | Saint-André-sur-Sèvre                |         | 46° 47′ 01″ nord, 0° 40′ 36″ ouest | « PA00125687 » | Inscrit MH Choeur et clocher                                                                                 | 1993        | Église Saint-André de Saint-André-sur-Sèvre                                                             |
| Église Saint-Aubin de Saint-Aubin-du-Plain                                                              | Saint-Aubin-du-Plain                 |         | 46° 55′ 25″ nord, 0° 28′ 38″ ouest |                | |             | Église Saint-Aubin de Saint-Aubin-du-Plain                                                              |
| Église Saint-Blaise de Saint-Aubin-le-Cloud                                                             | Saint-Aubin-le-Cloud                 |         | 46° 39′ 00″ nord, 0° 21′ 12″ ouest |                | |             | Église Saint-Blaise de Saint-Aubin-le-Cloud                                                             |
| Église Saint-Christophe de Saint-Christophe-sur-Roc                                                     | Saint-Christophe-sur-Roc             |         | 46° 26′ 48″ nord, 0° 20′ 51″ ouest |                | |             | Église Saint-Christophe de Saint-Christophe-sur-Roc                                                     |
| Église Saint-Gilles de Saint-Coutant                                                                    | Saint-Coutant                        |         | 46° 13′ 46″ nord, 0° 00′ 44″ ouest |                | |             | Image manquante Téléverser                                                                              |
| Église Saint-Cyr de Saint-Cyr-la-Lande                                                                  | Saint-Cyr-la-Lande                   |         | 47° 03′ 06″ nord, 0° 08′ 32″ ouest |                | |             | Église Saint-Cyr de Saint-Cyr-la-Lande                                                                  |
| Église Saint-Étienne de Saint-Étienne-la-Cigogne                                                        | Saint-Étienne-la-Cigogne             |         | 46° 06′ 53″ nord, 0° 30′ 07″ ouest | « PA00101331 » | Classé MH | 1914        | Église Saint-Étienne de Saint-Étienne-la-Cigogne                                                        |
| Église Saint-Gelais de Saint-Gelais                                                                     | Saint-Gelais                         |         | 46° 22′ 59″ nord, 0° 23′ 27″ ouest | « PA00101333 » | Classé MH | 1945        | Église Saint-Gelais de Saint-Gelais                                                                     |
| Église Saint-Généroux de Saint-Généroux                                                                 | Saint-Généroux                       |         | 46° 53′ 01″ nord, 0° 08′ 17″ ouest | « PA00101337 » | Classé MH | 1846        | Église Saint-Généroux de Saint-Généroux                                                                 |
| Église Saint-Georges de Saint-Georges-de-Noisné                                                         | Saint-Georges-de-Noisné              |         | 46° 29′ 36″ nord, 0° 15′ 25″ ouest |                | |             | Image manquante Téléverser                                                                              |
| Église Saint-Georges de Saint-Georges-de-Rex                                                            | Saint-Georges-de-Rex                 |         | 46° 16′ 40″ nord, 0° 39′ 15″ ouest |                | |             | Église Saint-Georges de Saint-Georges-de-Rex                                                            |
| Église Saint-Germain de Saint-Germain-de-Longue-Chaume                                                  | Saint-Germain-de-Longue-Chaume       |         | 46° 43′ 03″ nord, 0° 20′ 50″ ouest |                | |             | Église Saint-Germain de Saint-Germain-de-Longue-Chaume                                                  |
| Église Saint-Germier de Saint-Germier (Deux-Sèvres)                                                     | Saint-Germier                        |         | 46° 27′ 41″ nord, 0° 02′ 21″ ouest |                | |             | Église Saint-Germier de Saint-Germier (Deux-Sèvres)                                                     |
| Église Saint-Génard de Saint-Génard                                                                     | Saint-Génard                         |         | 46° 11′ 16″ nord, 0° 07′ 54″ ouest | « PA00101336 » | Classé MH | 1907        | Église Saint-Génard de Saint-Génard                                                                     |
| Église Saint-Hilaire de Saint-Hilaire-la-Palud                                                          | Saint-Hilaire-la-Palud               |         | 46° 15′ 46″ nord, 0° 42′ 41″ ouest |                | |             | Église Saint-Hilaire de Saint-Hilaire-la-Palud                                                          |
| Église Saint-Jacques de Saint-Jacques-de-Thouars                                                        | Saint-Jacques-de-Thouars             |         | 46° 58′ 12″ nord, 0° 13′ 17″ ouest |                | |             | Église Saint-Jacques de Saint-Jacques-de-Thouars                                                        |
| Église Saint-Jean de Saint-Jean-de-Thouars                                                              | Saint-Jean-de-Thouars                |         | 46° 57′ 49″ nord, 0° 12′ 54″ ouest |                | |             | Église Saint-Jean de Saint-Jean-de-Thouars                                                              |
| Église Saint-Laurent de Saint-Laurs                                                                     | Saint-Laurs                          |         | 46° 31′ 16″ nord, 0° 34′ 30″ ouest |                | |             | Église Saint-Laurent de Saint-Laurs                                                                     |
| Église Saint-Léger de Saint-Léger-de-Montbrun                                                           | Saint-Léger-de-Montbrun              |         | 47° 00′ 01″ nord, 0° 08′ 03″ ouest |                | |             | Église Saint-Léger de Saint-Léger-de-Montbrun                                                           |
| Église Saint-Léger-les-Melle de Saint-Léger-de-la-Martinière                                            | Saint-Léger-de-la-Martinière         |         | 46° 13′ 40″ nord, 0° 07′ 23″ ouest | « PA00101341 » | Inscrit MH                                                                                                   | 1988        | Église Saint-Léger-les-Melle de Saint-Léger-de-la-Martinière                                            |
| Église Saint-Léon de Saint-Lin                                                                          | Saint-Lin                            |         | 46° 31′ 41″ nord, 0° 14′ 26″ ouest |                | |             | Église Saint-Léon de Saint-Lin                                                                          |
| Église Notre-Dame de Saint-Loup-Lamairé                                                                 | Saint-Loup-Lamairé                   |         | 46° 47′ 15″ nord, 0° 10′ 01″ ouest |                | |             | Église Notre-Dame de Saint-Loup-Lamairé                                                                 |
| Église Saint-Léger de Lamairé                                                                           | Saint-Loup-Lamairé                   |         | à géolocaliser                     |                | |             | Image manquante Téléverser                                                                              |
| Église Saint-Maixent de Saint-Maixent-de-Beugné                                                         | Saint-Maixent-de-Beugné              |         | 46° 30′ 15″ nord, 0° 36′ 43″ ouest |                | |             | Église Saint-Maixent de Saint-Maixent-de-Beugné                                                         |
| Abbatiale Saint-Maixent de Saint-Maixent-l'École                                                        | Saint-Maixent-l'École                |         | 46° 24′ 49″ nord, 0° 12′ 25″ ouest | « PA00101349 » | Classé MH | 2012        | Abbatiale Saint-Maixent de Saint-Maixent-l'École                                                        |
| Église Saint-Léger de Saint-Maixent-l'École                                                             | Saint-Maixent-l'École                |         | 46° 24′ 39″ nord, 0° 12′ 14″ ouest | « PA00101351 » | Classé MH Crypte                                                                                             | 1879        | Église Saint-Léger de Saint-Maixent-l'École                                                             |
| Église Saint-Saturnin de Saint-Maixent-l'École                                                          | Saint-Maixent-l'École                |         | 46° 24′ 36″ nord, 0° 12′ 16″ ouest | « PA00101346 » | Inscrit MH Chevet ; crypte ; partie de la nef romane ; reconstructions et adjonctions gothiques              | 1987        | Image manquante Téléverser                                                                              |
| Collégiale Saint-Antoine de Saint-Marc-la-Lande                                                         | Saint-Marc-la-Lande                  |         | 46° 31′ 12″ nord, 0° 22′ 45″ ouest | « PA00101353 » | Classé MH | 1889        | Collégiale Saint-Antoine de Saint-Marc-la-Lande                                                         |
| Église Sainte-Marie-Madeleine de Saint-Martin-de-Bernegoue                                              | Saint-Martin-de-Bernegoue            |         | 46° 14′ 17″ nord, 0° 21′ 00″ ouest |                | |             | Église Sainte-Marie-Madeleine de Saint-Martin-de-Bernegoue                                              |
| Église Saint-Martin de Saint-Martin-de-Mâcon                                                            | Saint-Martin-de-Mâcon                |         | 47° 01′ 40″ nord, 0° 07′ 18″ ouest |                | |             | Église Saint-Martin de Saint-Martin-de-Mâcon                                                            |
| Église Saint-Martin de Saint-Martin-de-Sanzay                                                           | Saint-Martin-de-Sanzay               |         | 47° 04′ 53″ nord, 0° 12′ 01″ ouest | « PA00101355 » | Classé MH | 1910        | Église Saint-Martin de Saint-Martin-de-Sanzay                                                           |
| Église Saint-Martin de Saint-Martin-du-Fouilloux                                                        | Saint-Martin-du-Fouilloux            |         | 46° 35′ 23″ nord, 0° 07′ 21″ ouest |                | |             | Église Saint-Martin de Saint-Martin-du-Fouilloux                                                        |
| Église Saint-Mathias de Saint-Maxire                                                                    | Saint-Maxire                         |         | 46° 23′ 56″ nord, 0° 28′ 35″ ouest |                | |             | Église Saint-Mathias de Saint-Maxire                                                                    |
| Église Saint-Médard du prieuré de Saint-Médard                                                          | Saint-Médard                         |         | à géolocaliser                     |                | |             | Image manquante Téléverser                                                                              |
| Église Saint-Pardoux de Saint-Pardoux (Deux-Sèvres)                                                     | Saint-Pardoux-Soutiers               |         | à géolocaliser                     |                | |             | Église Saint-Pardoux de Saint-Pardoux (Deux-Sèvres)                                                     |
| Église Notre-Dame-des-Neiges de Château-Bourdin                                                         | Saint-Pardoux-Soutiers               |         | à géolocaliser                     |                | |             | Image manquante Téléverser                                                                              |
| Église Saint-Paul de Saint-Paul-en-Gâtine                                                               | Saint-Paul-en-Gâtine                 |         | à géolocaliser                     |                | |             | Église Saint-Paul de Saint-Paul-en-Gâtine                                                               |
| Église Saint-Pierre de Saint-Pierre-des-Échaubrognes                                                    | Saint-Pierre-des-Échaubrognes        |         | 46° 59′ 24″ nord, 0° 44′ 36″ ouest |                | |             | Église Saint-Pierre de Saint-Pierre-des-Échaubrognes                                                    |
| Église Saint-Pompain de Saint-Pompain                                                                   | Saint-Pompain                        |         | 46° 26′ 32″ nord, 0° 36′ 01″ ouest | « PA00101362 » | Inscrit MH                                                                                                   | 1929        | Église Saint-Pompain de Saint-Pompain                                                                   |
| Église Saint-Rémy de Saint-Rémy (Deux-Sèvres)                                                           | Saint-Rémy                           |         | 46° 22′ 20″ nord, 0° 31′ 38″ ouest | « PA00101363 » | Inscrit MH                                                                                                   | 1929        | Église Saint-Rémy de Saint-Rémy (Deux-Sèvres)                                                           |
| Église Saint-Romans de Saint-Romans-lès-Melle                                                           | Saint-Romans-lès-Melle               |         | 46° 12′ 33″ nord, 0° 11′ 25″ ouest | « PA00101365 » | Classé MH | 1977        | Église Saint-Romans de Saint-Romans-lès-Melle                                                           |
| Église Saint-Symphorien de Saint-Symphorien (Deux-Sèvres)                                               | Saint-Symphorien                     |         | 46° 15′ 51″ nord, 0° 29′ 31″ ouest | « PA00101368 » | Inscrit MH                                                                                                   | 1927        | Église Saint-Symphorien de Saint-Symphorien (Deux-Sèvres)                                               |
| Église Saint-Varent de Saint-Varent                                                                     | Saint-Varent                         |         | 46° 53′ 22″ nord, 0° 14′ 04″ ouest |                | |             | Église Saint-Varent de Saint-Varent                                                                     |
| Église Saint-Vincent de Saint-Vincent-la-Châtre                                                         | Saint-Vincent-la-Châtre              |         | 46° 13′ 14″ nord, 0° 02′ 16″ ouest |                | |             | Image manquante Téléverser                                                                              |
| Église Sainte-Blandine de l'ancien prieuré des chanoines réguliers de Saint-Augustin de Sainte-Blandine | Sainte-Blandine                      |         | 46° 14′ 27″ nord, 0° 16′ 35″ ouest | « IA79000762 » | |             | Église Sainte-Blandine de l'ancien prieuré des chanoines réguliers de Saint-Augustin de Sainte-Blandine |
| Église Saint-Emmeran de Sainte-Eanne                                                                    | Sainte-Eanne                         |         | 46° 23′ 32″ nord, 0° 09′ 26″ ouest | « PA00101330 » | Inscrit MH                                                                                                   | 1937        | Église Saint-Emmeran de Sainte-Eanne                                                                    |
| Église Sainte-Gemme de Sainte-Gemme (Deux-Sèvres)                                                       | Sainte-Gemme                         |         | à géolocaliser                     |                | |             | Image manquante Téléverser                                                                              |
| Église Sainte-Néomaye de Sainte-Néomaye                                                                 | Sainte-Néomaye                       |         | 46° 22′ 25″ nord, 0° 15′ 31″ ouest | « IA00044011 » | |             | Image manquante Téléverser                                                                              |
| Église Sainte-Eugénie de Sainte-Ouenne                                                                  | Sainte-Ouenne                        |         | 46° 26′ 43″ nord, 0° 26′ 49″ ouest | « PA00101359 » | Classé MH | 1909        | Église Sainte-Eugénie de Sainte-Ouenne                                                                  |
| Église Sainte-Radegonde de Sainte-Radegonde (Deux-Sèvres)                                               | Sainte-Radegonde                     |         | à géolocaliser                     |                | |             | Église Sainte-Radegonde de Sainte-Radegonde (Deux-Sèvres)                                               |
| Église Saint-Maixent de Sainte-Soline                                                                   | Sainte-Soline                        |         | 46° 14′ 47″ nord, 0° 02′ 09″ est   | « PA00101366 » | Classé MH | 1907        | Église Saint-Maixent de Sainte-Soline                                                                   |
| Église Notre-Dame de Sainte-Verge                                                                       | Sainte-Verge                         |         | 47° 00′ 27″ nord, 0° 12′ 40″ ouest |                | |             | Église Notre-Dame de Sainte-Verge                                                                       |
| Église Saint-Pierre de Saivres                                                                          | Saivres                              |         | 46° 25′ 57″ nord, 0° 14′ 12″ ouest | « IA00044042 » | |             | Église Saint-Pierre de Saivres                                                                          |
| Église Saint-Martin de Salles                                                                           | Salles                               |         | 46° 23′ 09″ nord, 0° 05′ 54″ ouest | « PA79000010 » | Inscrit MH Choeur roman                                                                                      | 1997        | Image manquante Téléverser                                                                              |
| Église Saint-Vincent de Sansais                                                                         | Sansais                              |         | 46° 16′ 22″ nord, 0° 35′ 11″ ouest |                | |             | Église Saint-Vincent de Sansais                                                                         |
| Église Saint-Pierre de Saurais                                                                          | Saurais                              |         | à géolocaliser                     |                | |             | Église Saint-Pierre de Saurais                                                                          |
| Église Saint-Junien de Vaussais                                                                         | Sauzé-Vaussais                       |         | 46° 08′ 05″ nord, 0° 06′ 26″ est   | « PA00101371 » | Classé MH | 1907        | Église Saint-Junien de Vaussais                                                                         |
| Église Sainte-Radegonde de Sauzé                                                                        | Sauzé-Vaussais                       |         | à géolocaliser                     |                | |             | Image manquante Téléverser                                                                              |
| Église Sainte-Madeleine de Sciecq                                                                       | Sciecq                               |         | à géolocaliser                     |                | |             | Église Sainte-Madeleine de Sciecq                                                                       |
| Église Saint-Hilaire de Scillé                                                                          | Scillé                               |         | 46° 36′ 01″ nord, 0° 33′ 27″ ouest |                | |             | Église Saint-Hilaire de Scillé                                                                          |
| Église Saint-Pierre-ès-Liens de Secondigné-sur-Belle                                                    | Secondigné-sur-Belle                 |         | 46° 09′ 46″ nord, 0° 17′ 49″ ouest | « PA00101372 » | Classé MH | 1924        | Église Saint-Pierre-ès-Liens de Secondigné-sur-Belle                                                    |
| Église Sainte-Eulalie de Secondigny                                                                     | Secondigny                           |         | 46° 36′ 36″ nord, 0° 25′ 09″ ouest | « PA00101373 » | Classé MH Église, à l'exception des travées neuves de la nef                                                 | 1929        | Église Sainte-Eulalie de Secondigny                                                                     |
| Église Notre-Dame de Séligné                                                                            | Séligné                              |         | 46° 08′ 41″ nord, 0° 16′ 54″ ouest |                | |             | Église Notre-Dame de Séligné                                                                            |
| Église Saint-Martin de Sepvret                                                                          | Sepvret                              |         | 46° 17′ 15″ nord, 0° 05′ 18″ ouest | « IA79000432 » | |             | Image manquante Téléverser                                                                              |
| Église Saint-Médard de Sompt                                                                            | Sompt                                |         | 46° 09′ 25″ nord, 0° 06′ 14″ ouest | « IA79000294 » | |             | Église Saint-Médard de Sompt                                                                            |
| Église Notre-Dame de Soudan                                                                             | Soudan                               |         | 46° 25′ 10″ nord, 0° 06′ 40″ ouest | « PA00101375 » | Classé MH | 1917        | Église Notre-Dame de Soudan                                                                             |
| Église Saint-Martin de Soutiers                                                                         | Soutiers                             |         | à géolocaliser                     |                | |             | Église Saint-Martin de Soutiers                                                                         |
| Église Notre-Dame de Souvigné                                                                           | Souvigné                             |         | 46° 22′ 18″ nord, 0° 11′ 11″ ouest | « IA00044022 » | |             | Image manquante Téléverser                                                                              |
| Église Saint-Hilaire de Surin                                                                           | Surin                                |         | à géolocaliser                     |                | |             | Image manquante Téléverser                                                                              |
| Église Notre-Dame de Taizé                                                                              | Taizé-Maulais                        |         | à géolocaliser                     |                | |             | Église Notre-Dame de Taizé                                                                              |
| Église Saint-Pierre de Maulais                                                                          | Taizé-Maulais                        |         | à géolocaliser                     |                | |             | Église Saint-Pierre de Maulais                                                                          |
| Église Notre-Dame de Tessonnière                                                                        | Tessonnière                          |         | à géolocaliser                     |                | |             | Image manquante Téléverser                                                                              |
| Église Saint-Honoré de Thénezay                                                                         | Thénezay                             |         | 46° 43′ 13″ nord, 0° 01′ 41″ ouest |                | |             | Église Saint-Honoré de Thénezay                                                                         |
| Église Saint-Laon de Thouars                                                                            | Thouars                              |         | 46° 58′ 33″ nord, 0° 13′ 01″ ouest | « PA00101379 » | Classé MH | 1988        | Église Saint-Laon de Thouars                                                                            |
| Église Saint-Médard de Thouars                                                                          | Thouars                              |         | 46° 58′ 27″ nord, 0° 12′ 54″ ouest | « PA00101380 » | Classé MH | 1909        | Église Saint-Médard de Thouars                                                                          |
| Collégiale Notre-Dame du château de Thouars                                                             | Thouars                              |         | 46° 58′ 18″ nord, 0° 13′ 02″ ouest | « PA00101377 » | Classé MH Chapelle                                                                                           | 1840        | Collégiale Notre-Dame du château de Thouars                                                             |
| Église Notre-Dame-du-Cottage de Thouars                                                                 | Thouars                              |         | 46° 59′ 24″ nord, 0° 12′ 52″ ouest |                | |             | Image manquante Téléverser                                                                              |
| Église Saint-Sulpice de Tillou                                                                          | Tillou                               |         | 46° 09′ 06″ nord, 0° 07′ 12″ ouest | « PA00101391 » | Inscrit MH                                                                                                   | 1966        | Église Saint-Sulpice de Tillou                                                                          |
| Église Saint-Pierre de Tourtenay                                                                        | Tourtenay                            |         | 47° 02′ 31″ nord, 0° 07′ 00″ ouest | « PA00101392 » | Inscrit MH                                                                                                   | 1926        | Église Saint-Pierre de Tourtenay                                                                        |
| Église Saint-Denis de Trayes                                                                            | Trayes                               |         | à géolocaliser                     |                | |             | Église Saint-Denis de Trayes                                                                            |
| Église Saint-Georges d'Ulcot                                                                            | Ulcot                                |         | à géolocaliser                     |                | |             | Image manquante Téléverser                                                                              |
| Église Saint-Pierre d'Usseau                                                                            | Usseau                               |         | 46° 10′ 23″ nord, 0° 34′ 43″ ouest |                | |             | Église Saint-Pierre d'Usseau                                                                            |
| Église Notre-Dame de Priaires                                                                           | Val-du-Mignon                        |         | 46° 08′ 35″ nord, 0° 36′ 23″ ouest |                | |             | Église Notre-Dame de Priaires                                                                           |
| Église Notre-Dame de Vallans                                                                            | Vallans                              |         | 46° 12′ 54″ nord, 0° 33′ 06″ ouest |                | |             | Église Notre-Dame de Vallans                                                                            |
| Église Saint-Martin de Vançais                                                                          | Vançais                              |         | 46° 18′ 01″ nord, 0° 03′ 14″ est   | « PA00101394 » | Classé MH | 1990        | Église Saint-Martin de Vançais                                                                          |
| Église Saint-Jacques de Vanzay                                                                          | Vanzay                               |         | 46° 13′ 55″ nord, 0° 06′ 26″ est   | « IA79000578 » | |             | Église Saint-Jacques de Vanzay                                                                          |
| Église Sainte-Radegonde de Vasles                                                                       | Vasles                               |         | 46° 34′ 33″ nord, 0° 01′ 31″ ouest |                | |             | Image manquante Téléverser                                                                              |
| Église Sainte-Radegonde de Vausseroux                                                                   | Vausseroux                           |         | 46° 33′ 02″ nord, 0° 08′ 11″ ouest |                | |             | Église Sainte-Radegonde de Vausseroux                                                                   |
| Église Saint-Léger de Vautebis                                                                          | Vautebis                             |         | 46° 32′ 07″ nord, 0° 09′ 12″ ouest |                | |             | Église Saint-Léger de Vautebis                                                                          |
| Église Notre-Dame-de-l'Assomption de Vernoux-en-Gâtine                                                  | Vernoux-en-Gâtine                    |         | 46° 38′ 13″ nord, 0° 30′ 49″ ouest |                | |             | Image manquante Téléverser                                                                              |
| Église de la Sainte-Croix de Vernoux-sur-Boutonne                                                       | Vernoux-sur-Boutonne                 |         | à géolocaliser                     |                | |             | Image manquante Téléverser                                                                              |
| Église Saint-Martin de Verruyes                                                                         | Verruyes                             |         | 46° 31′ 00″ nord, 0° 17′ 22″ ouest |                | |             | Image manquante Téléverser                                                                              |
| Église Saint-Jouin de Viennay                                                                           | Viennay                              |         | 46° 41′ 24″ nord, 0° 14′ 32″ ouest |                | |             | Église Saint-Jouin de Viennay                                                                           |
| Église Saint-Nicolas de Villefollet                                                                     | Villefollet                          |         | 46° 07′ 31″ nord, 0° 15′ 48″ ouest |                | |             | Église Saint-Nicolas de Villefollet                                                                     |
| Église Notre-Dame de Villemain                                                                          | Villemain                            |         | 46° 01′ 19″ nord, 0° 05′ 08″ ouest |                | |             | Église Notre-Dame de Villemain                                                                          |
| Église Saint-Romain de Villiers-en-Bois                                                                 | Villiers-en-Bois                     |         | 46° 08′ 52″ nord, 0° 24′ 21″ ouest |                | |             | Image manquante Téléverser                                                                              |
| Église Saint-Laurent de Villiers-en-Plaine                                                              | Villiers-en-Plaine                   |         | à géolocaliser                     |                | |             | Image manquante Téléverser                                                                              |
| Église Notre-Dame de Villiers-sur-Chizé                                                                 | Villiers-sur-Chizé                   |         | 46° 05′ 58″ nord, 0° 18′ 11″ ouest | « PA00101398 » | Classé MH | 1932        | Image manquante Téléverser                                                                              |
| Église Saint-Pierre de Vitré                                                                            | Vitré                                |         | 46° 17′ 00″ nord, 0° 11′ 50″ ouest | « IA79000899 » | |             | Image manquante Téléverser                                                                              |
| Église Saint-Pierre de Vouhé                                                                            | Vouhé                                |         | à géolocaliser                     |                | |             | Église Saint-Pierre de Vouhé                                                                            |
| Église Notre-Dame de Vouillé                                                                            | Vouillé                              |         | 46° 18′ 54″ nord, 0° 22′ 06″ ouest | « PA00101399 » | Inscrit MH                                                                                                   | 1963        | Église Notre-Dame de Vouillé                                                                            |
| Église Saint-Clémentin de Saint-Clémentin                                                               | Voulmentin                           |         | 46° 56′ 38″ nord, 0° 30′ 52″ ouest | « PA00101407 » | Inscrit MH Clocher-porche de l'église paroissiale et sa flèche métallique ; portail de l'ancien prieuré      | 1989        | Église Saint-Clémentin de Saint-Clémentin                                                               |
| Église Saint-Pierre-et-Saint-Paul de Voultegon                                                          | Voulmentin                           |         | 46° 55′ 56″ nord, 0° 31′ 05″ ouest |                | |             | Église Saint-Pierre-et-Saint-Paul de Voultegon                                                          |
| Église Saint-Eugène de Xaintray                                                                         | Xaintray                             |         | 46° 29′ 33″ nord, 0° 28′ 50″ ouest | « PA00101401 » | Classé MH | 1990        | Église Saint-Eugène de Xaintray                                                                         |

#### Culteprotestant
| Église                                                                 | Commune               | Adresse           | Coordonnées                        | Notice         | Protection                                       | Date | Illustration                                            |
| ---------------------------------------------------------------------- | --------------------- | ----------------- | ---------------------------------- | -------------- | ------------------------------------------------ | ---- | ------------------------------------------------------- |
| Ancien temple d'Aigonnay                                               | Aigonnay              |                   | 46° 19′ 48″ nord, 0° 15′ 33″ ouest |                |                                                  |      | Image manquante Téléverser                              |
| Temple d'Augé                                                          | Augé                  |                   | 46° 26′ 20″ nord, 0° 17′ 17″ ouest |                |                                                  |      | Image manquante Téléverser                              |
| Temple de l'église réformée de Vitré                                   | Beaussais-Vitré       |                   | 46° 16′ 52″ nord, 0° 11′ 51″ ouest |                |                                                  |      | Image manquante Téléverser                              |
| Temple de Bougon                                                       | Beaussais-Vitré       |                   | 46° 22′ 00″ nord, 0° 03′ 51″ ouest |                |                                                  |      | Image manquante Téléverser                              |
| Temple de l'église protestante unie de France de Celles-sur-Belle      | Celles-sur-Belle      |                   | 46° 15′ 38″ nord, 0° 12′ 44″ ouest |                |                                                  |      | Image manquante Téléverser                              |
| Temple de l'église protestante unie de France de Verrines-sous-Celles  | Celles-sur-Belle      |                   | 46° 13′ 53″ nord, 0° 13′ 31″ ouest |                |                                                  |      | Image manquante Téléverser                              |
| Temple protestant de Chauray                                           | Chauray               |                   | 46° 21′ 38″ nord, 0° 22′ 28″ ouest | « PA00101215 » | Inscrit MH                                       | 1988 | Temple protestant de Chauray                            |
| Temple protestant de Chenay                                            | Chenay                |                   | 46° 19′ 25″ nord, 0° 01′ 59″ ouest | « PA79000012 » | Inscrit MH Façade d'entrée                       | 1998 | Temple protestant de Chenay                             |
| Temple de Cherveux                                                     | Cherveux              |                   | 46° 24′ 57″ nord, 0° 21′ 04″ ouest |                |                                                  |      | Image manquante Téléverser                              |
| Temple de l'église protestante unie de France de Chey                  | Chey                  |                   | 46° 18′ 11″ nord, 0° 03′ 02″ ouest |                |                                                  |      | Image manquante Téléverser                              |
| Temple de l'église protestante unie de France d'Exoudun                | Exoudun               |                   | 46° 20′ 34″ nord, 0° 04′ 53″ ouest |                |                                                  |      | Temple de l'église protestante unie de France d'Exoudun |
| Temple de François                                                     | François              |                   | 46° 23′ 00″ nord, 0° 20′ 24″ ouest |                |                                                  |      | Image manquante Téléverser                              |
| Temple de l'église réformée de La Couarde                              | La Couarde            |                   | 46° 19′ 12″ nord, 0° 09′ 33″ ouest |                |                                                  |      | Image manquante Téléverser                              |
| Temple de Breloux                                                      | La Crèche             |                   | 46° 21′ 58″ nord, 0° 18′ 29″ ouest |                |                                                  |      | Image manquante Téléverser                              |
| Temple de l'église protestante unie de France de La Mothe-Saint-Héray  | La Mothe-Saint-Héray  |                   | 46° 21′ 25″ nord, 0° 06′ 39″ ouest |                |                                                  |      | Image manquante Téléverser                              |
| Temple de l'église protestante unie de France de Melle                 | Melle                 |                   | 46° 13′ 35″ nord, 0° 08′ 35″ ouest |                |                                                  |      | Temple de l'église protestante unie de France de Melle  |
| Temple de la Cournolière                                               | Moncoutant            |                   | 46° 44′ 56″ nord, 0° 36′ 04″ ouest |                |                                                  |      | Image manquante Téléverser                              |
| Temple protestant de Moncoutant                                        | Moncoutant            |                   | 46° 43′ 52″ nord, 0° 35′ 44″ ouest |                |                                                  |      | Image manquante Téléverser                              |
| Temple de l'église protestante unie de France de Niort                 | Niort                 |                   | 46° 19′ 23″ nord, 0° 27′ 40″ ouest |                |                                                  |      | Image manquante Téléverser                              |
| Église évangélique baptiste de Niort                                   | Niort                 | rue de l'Herse    | à géolocaliser                     |                |                                                  |      | Image manquante Téléverser                              |
| Église évangélique assemblée de Dieu de Niort                          | Niort                 | rue Thomas-Portau | à géolocaliser                     |                |                                                  |      | Image manquante Téléverser                              |
| Temple de l'église protestante unie de France de Rom                   | Rom                   |                   | à géolocaliser                     |                |                                                  |      | Image manquante Téléverser                              |
| Temple protestant de Saint-Gelais                                      | Saint-Gelais          |                   | 46° 23′ 02″ nord, 0° 23′ 27″ ouest | « PA79000014 » | Inscrit MH Temple, y compris son décor intérieur | 1998 | Temple protestant de Saint-Gelais                       |
| Temple de l'église protestante unie de France de Saint-Maixent-l'École | Saint-Maixent-l'École |                   | à géolocaliser                     |                |                                                  |      | Image manquante Téléverser                              |
| Temple de Tauché                                                       | Sainte-Blandine       |                   | à géolocaliser                     |                |                                                  |      | Image manquante Téléverser                              |
| Temple de Sainte-Néomaye                                               | Sainte-Néomaye        |                   | à géolocaliser                     |                |                                                  |      | Image manquante Téléverser                              |
| Temple de Salles                                                       | Salles                |                   | à géolocaliser                     |                |                                                  |      | Image manquante Téléverser                              |
| Temple de Sepvret                                                      | Sepvret               |                   | 46° 17′ 10″ nord, 0° 05′ 21″ ouest | « IA79000457 » |                                                  |      | Temple de Sepvret                                       |
| Temple de Soudan                                                       | Soudan                |                   | 46° 25′ 21″ nord, 0° 06′ 38″ ouest |                |                                                  |      | Image manquante Téléverser                              |
| Temple protestant de Souvigné                                          | Souvigné              |                   | 46° 22′ 25″ nord, 0° 11′ 17″ ouest | « PA79000016 » | Inscrit MH Temple, y compris son décor intérieur | 1998 | Temple protestant de Souvigné                           |
| Temple protestant de Vançais                                           | Vançais               |                   | 46° 18′ 03″ nord, 0° 03′ 13″ est   | « PA79000017 » | Inscrit MH Temple, y compris son décor intérieur | 1998 | Temple protestant de Vançais                            |
| Temple de la Rivière                                                   | Vouillé               |                   | à géolocaliser                     |                |                                                  |      | Image manquante Téléverser                              |